# モロッソのリズムで
モロッソのリズムで（En rhythme molossique）は、シャルル＝ヴァランタン・アルカンが作曲した『短調による12の練習曲』Op.39の第2曲。1846年に出版された。
演奏時間は約8分-8分半。2つの主題からなるロンド形式で書かれており、全曲を通して  というリズムが執拗に繰り返される。ロナルド・スミスは曲中オクターヴのカノンによって奏される主題を、ハイドンの『弦楽四重奏曲第76番』のメヌエット楽章の主題と比較して論じている。
序奏なしにニ短調で開始される第1主題は軽快に奏され、既に全曲を支配するリズムが現れている。
第2主題では旋律と伴奏音型の中に統一リズムが忍ばされている。
続いて第2主題が16分音符によって細かく奏される。
第1主題が再現されるのはこれらが終了してからであり、16分音符の音型と組み合わされる形でクライマックスを形成する。その後第2主題の再現を経てニ長調のコーダへ入るが、ここでは低音でリズムが維持される一方で第2主題が用いられており、最後はニ短調のピアニッシッシモ（ppp）の和音で消え入るように終わる。この部分についてスミスは同じくニ短調で書かれたベートーヴェンの『テンペスト ソナタ』を引用したものであると考えている。
カイホスルー・シャプルジ・ソラブジは、この曲には「陰気で荒々しく、非常に野蛮なリズムが見事に表出されており」、Op.39の曲集中でも「最も独創的な」作品であると考えていた。